# Анхель Монтес де Ока
Анхель Монтес де Ока (ісп. Ángel Montes de Oca, нар. 18 лютого 2003, Сан-Хуан-де-ла-Магуана) — домініканський футболіст, півзахисник клубу «Сібао».
Виступав за олімпійську збірну Домініканської Республіки.

## Клубна кар'єра
Народився 18 лютого 2003 року в місті Сан-Хуан-де-ла-Магуана. Вихованець футбольної школи клубу «Сібао». Дорослу футбольну кар'єру розпочав 2022 року в основній команді того ж клубу.

## Виступи за збірні
2019 року провів одну гру за юнацьку збірну Домініканської Республіки (U-17).
З 2022 року залучається до складу молодіжної збірної Домініканської Республіки. На молодіжному рівні зіграв у 9 офіційних матчах, забив 3 голи.
2024 року включений до заявки олімпійської збірної Домініканської Республіки для участі у футбольному турнірі на тогорічних Олімпійських іграх у Парижі.